# Séry-lès-Mézières
Séry-lès-Mézières település Franciaországban, Aisne megyében. Lakosainak száma 602 fő (2022. január 1.). Séry-lès-Mézières Alaincourt, Berthenicourt, Brissy-Hamégicourt, Châtillon-sur-Oise, Mézières-sur-Oise, Renansart, Ribemont és Surfontaine községekkel határos.

## Népesség
A település népessége az elmúlt években az alábbi módon változott:
| Lakosok száma | 748  | 650  | 644  | 651  | 625  | 598  | 576  | 590  | 597  | 602  |
|               | 1968 | 1982 | 1990 | 2006 | 2013 | 2015 | 2017 | 2019 | 2020 | 2022 |